# 森気楼
森気楼（しんきろう、1962年12月14日 - ）は、日本のイラストレーター。株式会社カプコンUXデザイン室デザインスペシャリスト。岡山県出身。岡山県立岡山芳泉高等学校卒業。
名前の表記について過去には、「森 気楼」と表記していた。

## 来歴
デザイン系専門学校を卒業後、イラストレーション事務所に勤め建築や家電などのイラストを描く。ミズノオープンゴルフトーナメントポスター、国際花と緑の博覧会ポスター、CM絵コンテなどを手掛ける。その後フリーイラストレーター、漫画家として活動。
1990年4月にエス・エヌ・ケイに入社。アーケードゲームの販促イラストを担当。2000年、カプコンデザイン室室長のSHOEIに呼ばれ、カプコンに移籍。ゲーム以外の仕事ではアメリカンコミックの表紙イラストを描いている。

## 人物
好きな画家、イラストレーターにノーマン・ロックウェル、生頼範義、マイク・ミニョーラを挙げている。

## 作風
CGや実写作品を思わせるような写実的でリアルな絵が特徴。エス・エヌ・ケイ在籍時の初期はアメリカンコミック的な陰影の付け方が見られ、カプコンへの移籍後は主線を強調した作風も見られるようになった。
なお、『CAPCOM VS. SNK ミレニアムファイト 2000』における森気楼タッチのSNKキャラクターイラストは、カプコンのデザイナーが森気楼の技法を真似て描いたものである（森気楼本人はカプコンキャラクターを担当している）。
CG全盛の現在においても、2015年『モンスターハンタークロス』や2016年『バイオハザード0 HDリマスター』などのイラストにおいて、モンスターの体毛や草原などを手描きで作成することも多く、カプコン社内では“森気楼レンダー”と呼ばれている。

## 作品リスト

### 漫画家時代
- 講談社 『Golden Sports Times』

### エス・エヌ・ケイ時代
- ライディングヒーロー
- 戦国伝承
- ASO II -ラストガーディアン-（エス・エヌ・ケイでの初仕事[1]）
- キング・オブ・ザ・モンスターズ
- ザ・スーパースパイ
- ゴーストパイロット
- バーニングファイト
- 2020年スーパーベースボール
- エイトマン
- ロボアーミー
- フットボールフレンジー
- サッカーブロール
- ミューテイション・ネイション
- ラストリゾート
- ベースボールスターズ2
- キング・オブ・ザ・モンスターズ2
- ファイヤースープレックス
- 餓狼伝説シリーズ
- 龍虎の拳シリーズ
- ザ・キング・オブ・ファイターズシリーズ（'94 - 2000）
- メタルスラッグシリーズ
  - 『メタルスラッグX』
  - 『メタルスラッグ3』
- サムライスピリッツシリーズ
  - 『SAMURAI SPIRITS』
  - 『真SAMURAI SPIRITS 覇王丸地獄変』
  - 『SAMURAI SPIRITS -侍魂-』（北千里と共作）
- 幕末浪漫 月華の剣士
- CAPCOM VS. SNK ミレニアムファイト 2000

### カプコン時代
- CAPCOM VS. SNK 2 MILLIONAIRE FIGHTING 2001
- ガンサバイバーシリーズ
  - 『ガンサバイバー3 ディノクライシス』
  - 『ガンサバイバー4 バイオハザード HEROES NEVER DIE』
- 玻璃ノ薔薇
- 新宿の狼（カプコン版は開発中止）
- CAPCOM FIGHTING Jam
- 魔界村シリーズ
  - 『超魔界村R』
  - 『極魔界村』
- ファイナルファイトONE
- サイオプス サイキック・オペレーション（日本版パッケージ）
- バイオハザードシリーズ
  - 『バイオハザード Deadly Silence』
  - 『バイオハザード アンブレラ・クロニクルズ』
  - 『バイオハザード0 HDリマスター』
- バイオニックコマンドー マスターD復活計画
- タツノコ VS. CAPCOM CROSS GENERATION OF HEROES
- モンスターハンターシリーズ
  - 『モンスターハンタークロス』
- Udon Entertainment 『Street Fighter』 『Darkstalkers: The Rise Of The Dark Ones』
- MARVEL COMICS 『SPIDER-MAN UNLIMITED』
- カプコン着音画報 描き下ろし多数